# Apostolski vikarijat sjeverne Arabije
Apostolski vikarijat sjeverne Arabije (lat. Vicariatus Apostolicus Arabiæ Settentrionale, arap.: القاصد الرسولي في شمال المملكة العربية) je katolički apostolski vikarijat sa sjedištem u Bahreinu. Obuhvata područja sljedećih država: Bahreina, Kuvajta, Katara i Saudijske Arabije, iako u Saudijskoj Arabiji nema crkava. Trenutni predsjedatelj vikar je talijanski biskup Camillo Ballin.
Ovaj vikarijat je prije bio dio Apostolskog vikarijata Arabije, ali u 1953. dolazi do uspostave vikarijata pod nazivom Apostolski vikarijat Kuvajta. Do promjene naziva u današnji naziv dolazi 2011., a vikarijatu su dodana još neka područja. U kolovozu 2012., sjedište vikarijata je preseljeno iz Kuvajta u Bahrein, zato što je Bahrein bliži Saudijskoj Arabiji i što tamo živi više laika ali i zato što ima blažu viznu politiku.

## Vanjske poveznice
- Vicariate Apostolic of Northern Arabia
- Catholic Hierarchy.org entry
- GCatholic.org